# C-dúr

Egy oktávos C-dúr skála

A C-dúr a törzshangsor /zongorabillentyűzeten nézve C-től kezdve C-ig a fehér billentyűk/ amelynek az alaphangja C és továbbá tartalmazza a D, E, F, G, A és H hangokat. Ez a skála C hangtól C hangig tart. A hangsor nem rendelkezik módosított hangokkal. Két kivétellel hangjai egész hang távolságra vannak egymástól,  két kivételt képez   az E és F, illetve a H és C. Ezek között fél hang távolság van.  Nincs előjegyzése. Az előjegyzésből lehet tudni, hogy az adott mű milyen hangnemben van. 

A C-dúr skálát a diatonikus hangsorok alapjaként tekintik.
A C-dúr alaphangja és a további hangjai között a következő hangközök találhatók:
- A C és D hang között egy dúr szekund található.
- A C és E hang között egy dúr terc található.
- A C és F hang között egy tiszta kvart található.
- A C és G hang között egy tiszta kvint található.
- A C és A hang között egy dúr szext található.
- A C és H hang között egy dúr szeptim található.
- A C és az egy oktávval magasabb C hang között értelemszerűen egy oktáv található.[1]

A C-dúr párhuzamos mollja az A-moll (Am). 

## Különböző hangszereken
A C-dúrt a legtöbb hangszeren el lehet játszani.
Gitáron C-dúr akkordot pengetve a C, E, G, C és E hangok szólalnak meg. A C és E hangok kétszer szerepelnek, egy oktáv különbség van a két C és két E hang között. Az akkordot lehet játszani G hang basszussal, amelyet a mély E húr harmadik érintőjét lefogva lehet lejátszani az akkorddal együtt.
Zongorán a C-dúr akkord lejátszásakor a C, E és G hangok szólalnak meg, amelyek a hangsor 1., 3. és 5. hangjai.

## Ismert komolyzenei művek C-dúrban
- Ludwig van Beethoven: I. Zongoraverseny (Op. 15)
- Ludwig van Beethoven: Hármasverseny (Op. 56)
- Robert Schumann: C-dúr fantázia (Op. 17)
- Wolfgang Amadeus Mozart: C-dúr szonáta hegedűre és billentyűs hangszerre
- Wolfgang Amadeus Mozart: 28. szimfónia
- Wolfgang Amadeus Mozart: C-dúr Andante
- Wolfgang Amadeus Mozart: Oboaverseny
- Wolfgang Amadeus Mozart: C-dúr menüett
- Wolfgang Amadeus Mozart: C-dúr Allegro